# Jutta av Danmark
Jutta av Danmark, född på 1240-talet, död 1284, var prinsessa av Danmark och nunna i Sankta Agnes kloster i Roskilde. 
Hon var dotter till Erik Plogpenning av Danmark och fick sitt namn efter sin mor Jutta av Sachsen. År 1266, då hon var 20 år gammal, inträdde hon i det av hennes syster Agnes stiftade Sankta Agnes kloster i Roskilde. Snart blev Jutta, som ansågs klokare än systern, dennas efterträdare som klostrets abbedissa. Varken Jutta eller systern kunde dock finna behag i det stränga och ensamma klosterlivet; 1272 lämnade de sitt självvalda stånd.
Efter tiden i klostret reste Jutta till sin syster, drottning Sofia av Sverige. Enligt Erikskrönikan blev hon då älskarinna till sin svåger, kung Valdemar Birgersson av Sverige.
Rimkrönikan säger:
"Den tid hon till Sverige kom var hon ej annorlunda än som en ängel vore från himmelrik, så var hon stolt och ljuvelig… Med konungen var hon då så kär, Att han kom henne alltför när."
Förhållandet mellan kung Valdemar och hans makas syster måste ha väckt stort uppseende; det var en av anledningarna till att kungens bröder reste sig mot honom, och Valdemar drog på pilgrimsresa till Rom. Strax efter dessa händelser måste Jutta ha återvänt till Danmark. Där var hon inblandad i tvister om sitt jordagods, både med klostret i Roskilde, som nekade henne rätten att ta tillbaka vad hon en gång skänkt det, och med kusinen kung Erik Klipping. Erik förvägrade Jutta och hennes systrar vad som tillkom dem som arv efter fadern, Erik Plogpenning. Till sist fastslog en dom 1284 att kungen skulle låta Erik Plogpennings döttrar få ut allt sitt arv. Jutta fick verkligen ut en del gods, men hon avled redan samma år.
Ofta påstås att Juttas förhållande med svenske kung Valdemar ledde fram till födseln av en son Erik, men detta beror på ett missförstånd – Erik var son till Valdemar Birgersson och Sofia.